# Сан Манго д'Акуино
Сан Ма̀нго д'Акуѝно (на италиански: San Mango d'Aquino, може да се намира и неофициална форма Santo Mango, Санто Манго, на местен диалект Santu Mangu, Санту Мангу) е село и община в Южна Италия, провинция Катандзаро, регион Калабрия. Разположено е на 468 m надморска височина. Населението на общината е 1623 души (към 2012 г.).